# Cryptachaea koepckei
Cryptachaea koepckei là một loài nhện trong họ Theridiidae.
Loài này thuộc chi Cryptachaea. Cryptachaea koepckei được Herbert Walter Levi miêu tả năm 1963.